# Football Club Forlì
El Football Club Forlì es un club de fútbol de Italia, con sede en Forlì, en Emilia-Romaña. Fue fundado en 1919 y refundado en 2006. Compite en la Serie C, tercera categoría del fútbol italiano.

## Historia
Fue fundado en el año 1919 en la ciudad de Forlì con el nombre Unione Sportiva Forti e Liberi, y ha jugado en la Serie B en la temporada de 1947. Posteriormente cambiaron de nombre por el de Associazione Sportiva Forlì y el de Associazione Calcio Forlì.
En la temporada 2005/06 terminaron de últimos en la Serie C2 y originalmente iban a jugar en la Serie D, pero fueron excluidos por parte de la Federación Italiana de Fútbol debido a sus problemas fianacieros. Fueron ubicados en la Terza Categoria y fueron renombrados como A.S.D. Nuovo Forlì 1919.

### Resurgimiento
En julio del 2007, el equipo de Forlì renació con el nombre FC Forlì Dilettantistica y fueron el sucesor del antiguo equipo, adquiriendo los derechos del viejo segundo equipo de la ciudad, el ASD AC Sporting Forlì. En 2012 adoptaron el nombre actual.

## Palmarés

### Torneos interregionales
- Serie D (4): 1967-68 (Grupo D), 1976-77 (Grupo D), 2011-12 (Grupo D), 2024-25 (Grupo D)

### Torneos regionales
- Seconda Divisione (1): 1927-28 (Grupo E)
- Eccellenza Emilia-Romagna (1): 2009-10 (Grupo B)
- Promozione Emilia-Romagna (2): 1949-50 (Grupo G), 2007-08 (Grupo D)